# Spirobranchus minutus
Spirobranchus minutus is een borstelwormensoort uit de familie van de kalkkokerwormen (Serpulidae). Deze soort werd in 1941 voor het eerst wetenschappelijk beschreven door Rioja.

## Beschrijving
Het lichaam van de Spirobranchus minutus bestaat uit een kop, een cilindrisch, gesegmenteerd lichaam en een staartstukje. De kop bestaat uit een prostomium (gedeelte voor de mondopening) en een peristomium (gedeelte rond de mond) en draagt gepaarde aanhangsels (palpen, antennen en cirri).

## Verspreiding
Spirobranchus minutus is inheems in de oostelijke Stille Oceaan, waar de verspreiding zich uitstrekt van Mexico tot Peru en Noord-Chili. Het wordt geïntroduceerd in de westelijke Atlantische Oceaan, waar het niet-inheemse verspreidingsgebied zich uitstrekt van de Golfkusten van Florida, Texas en Mexico tot Brazilië. Het wordt meestal gevonden in ondiepe zeewateren op rotsachtige kusten, schelpen, koralen, algen, jachthavens en bootrompen.